# Consell Comarcal d'Osona
El Consell Comarcal d’Osona és l'òrgan d’autogovern de la comarca d'Osona, amb seu a la capital de la comarca, Vic. El Consell està format per 33 consellers i conselleres, d’entre els quals s'escull el president o presidenta. El president del mandat 2023-2027 és Gerard Sancho Vilalta, de Junts per Catalunya (Junts), proclamat president des del 14 de juliol de 2023. El pressupost que gestionà l'any 2021 fou de 32,09 milions d'euros.
L’equip tècnic i polític que integra el Consell Comarcal treballa dia a dia per facilitar la gestió de serveis als ajuntaments, impulsar i modernitzar l’administració local i, sobretot, estar al costat dels osonencs i osonenques. És una institució al servei de tota la gent d'Osona, amb una clara voluntat de servei públic per fomentar la cohesió, l’equilibri i el desenvolupament de la comarca.

## Història
El Consell Comarcal d’Osona (CCO) es va constituir formalment el 1988, l’any en què la Generalitat de Catalunya va posar en marxa els consells comarcals arreu del territori. Des d’aquell moment i fins al dia d’avui, la institució acumula una llarga i reconeguda trajectòria acompanyant i prestant serveis als 50 ajuntaments d’Osona i a tota la seva ciutadania. Al llarg de tot aquest temps, el seu desenvolupament ha estat progressiu, fins a arribar a gestionar la major part dels serveis supramunicipals.

## La seu
La institució es va posar en marxa en un petit espai de l'Hospital de la Santa Creu de Vic, i avui dia ocupa la tercera i quarta planta de l’edifici El Sucre, mentre disposa d’instal·lacions arreu de la comarca per donar els serveis adequats a tot el territori.
Construït el 1892, l’edifici era originàriament una fàbrica, que arquitectònicament s'emmarca dins de les grans construccions industrials de final del segle XIX i de principi del XX.
L’edifici forma part de la memòria col·lectiva de la comarca i per la seva geometria, emplaçament i excepcionalitat formal, marca una fita territorial alhora que dona nom a tot un sector de la ciutat de Vic.
En aquests anys també s'ha reconstruït un edifici tan emblemàtic com el monestir romànic de Sant Pere de Casserres, un exponent del passat històric de la comarca, reconvertint-lo en un espai lúdic i cultural.

## Ple del Consell Comarcal
El Ple del Consell Comarcal és un òrgan de govern col·legiat que, sota la presidència del President o del Vicepresident/a que legalment el substitueixi, és integrat pels 33 consellers com a membres de ple dret.
Les atribucions i competències del Ple estan determinades pel text refós de la Llei d’organització comarcal i pel Reglament Orgànic Comarcal.
Al Ple li correspon aprovar la seva pròpia composició i organització, així com els pressupostos de cada exercici i la plantilla de personal. També ha d’aprovar els plans comarcals i les formes de gestió dels serveis i els expedients per a l’exercici de les diferents activitats. És en aquest mateix òrgan on es controla i fiscalitza la gestió dels diferents òrgans de govern amb competències delegades pel mateix Ple o pel Reglament Orgànic Comarcal.

## Presidència del Consell Comarcal d’Osona
Des de la seva creació fins a l'actualitat, el Consell Comarcal ha tingut els següents presidents:
| Legislatura     | President / Presidenta                                                | Partit Polític | Càrrec local                        |
| --------------- | --------------------------------------------------------------------- | -------------- | ----------------------------------- |
| 1988-1991       | Joan Usart i Barreda                                                  | CiU            | alcalde de Manlleu                  |
| 1991-1995       | Jacint Codina i Pujols                                                | CiU            | alcalde de Vic                      |
| 1995-1999       | Ramon Vall i Ciuró                                                    | CiU            | alcalde de Prats de Lluçanès        |
| 1999-2003       | Ramon Vall i Ciuró (1999-2001) Enric Castellnou i Alberch (2001-2003) | CiU            | regidor de Vic                      |
| 2003-2007       | Jaume Mas i Coll                                                      | ERC            | alcalde de Calldetenes              |
| 2007-2011       | Miquel Arisa i Coma                                                   | PSC            | alcalde de Centelles                |
| 2011-2015       | Joan Roca i Tió                                                       | CiU            | alcalde de Gurb                     |
| 2015-2019       | Joan Roca i Tió                                                       | CiU            |                                     |
| 2019-2023       | Joan Carles Rodríguez Casadevall                                      | ERC            | alcalde de Sant Julià de Vilatorta  |
| 2023-Actualitat | Gerard Sancho Vilalta                                                 | Junts          | alcalde de Sant Hipòlit de Voltregà |

## Composició
Composició del Ple del Consell Comarcal d’Osona 
| Candidatura                      | 1988 | 1991 | 1995 | 1999 | 2003 | 2007 | 2011 | 2015 | 2019 | 2023 |
| CiU/JUNTS                        | 23   | 20   | 18   | 19   | 15   | 13   | 13   | 13   | 10   | 11   |
| PSC                              |      | 2    | 2    | 5    | 7    | 7    | 5    | 3    | 3    | 3    |
| ERC                              | 2    | 1    | 4    | 5    | 8    | 8    | 8    | 12   | 14   | 11   |
| PMO (Progrés Municipal d’Osona)  | 5    | 6    | 4    |      |      |      |      |      |      |      |
| Independents d’Osona             | 3    | 2    | 3    | 3    | 2    | 2    | 3    | 3    | 4    | 4    |
| Grupmixt                         |      | 2    |      |      |      |      |      |      |      |      |
| Entesa dels independents d’Osona |      |      | 1    |      |      |      |      |      |      |      |
| Grupunitat                       |      |      | 1    |      |      |      |      |      |      |      |
| ICV-EUiA-EPM                     |      |      |      | 1    | 1    | 2    | 1    |      |      |      |
| Plataforma per Catalunya         |      |      |      |      |      | 1    | 2    |      |      |      |
| CUP                              |      |      |      |      |      |      | 1    | 2    | 2    | 2    |
| Ara Pacte Local                  |      |      |      |      |      |      |      |      |      | 2    |
| TOTAL                            | 33   | 33   | 33   | 33   | 33   | 33   | 33   | 33   | 33   | 33   |